# 연천군
연천군(漣川郡)은 대한민국 경기도의 최북단에 위치하고 있는 군이다. 참고로 연천군 중에서도 옛 삭녕군 지역이 경기도 최북단에 해당된다. 동쪽은 포천시와 강원특별자치도 철원군, 남쪽은 동두천시, 양주시, 파주시와 접하며, 서쪽은 군사분계선을 끼고 조선민주주의인민공화국 개성시 장풍군, 북쪽은 조선민주주의인민공화국의 강원도 철원군과 경계를 이룬다. 군청 소재지는 연천읍이고, 행정구역은 2읍 8면이다.
인구는 2019년 12월 말 주민등록 기준 4만 3824명으로 경기도의 기초자치단체 중에서 가장 적다. 군의 남부에 위치해 있고 서울과 연결되는 교통이 비교적 편리한 전곡읍에 군 전체 인구의 43.7%가 거주하고 있다.

## 역사
| Daedongyeojido (Gyujanggak) 12-03.jpg |  |
|                                       |  |

- 1895년 6월 23일(음력 윤5월 1일) : 한성부 연천군으로 개편하였다.[3]
- 1896년 8월 4일 : 경기도 연천군으로 개편하였다.[4]
- 1906년 : 철원군 관인면이 연천군에 편입하였다.
- 1914년 2월 25일 : 북면을 중면으로 개칭하였다.[5]
- 1914년 4월 1일 : 마전군 일원, 적성군 일원, 삭녕군 군내면, 서면, 남면, 동면, 양주군 영근면이 연천군에 편입되었다.[6] 마전군은 왕징면, 미산면, 백학면 등으로 통폐합되었고, 적성군은 적성면(종전 현내면·동면·서면)과 남면으로, 삭녕군의 편입지는 북면(종전 군내면), 동면, 서남면(종전 서면·남면)으로 편입되었다.

| 부령 제111호          |             |                                                                                                  |
| 구 행정구역           | 신 행정구역 | 신 행정구역                                                                                      |
| 연천군 남면(南面)     | 군남면      | 삼거리, 선곡리, 옥계리, 왕림리, 진상리                                                           |
| 마전군 화진면(禾津面) | 군남면      | 남계리, 황지리                                                                                   |
| 마전군 장신면(長新面) | 백학면      | 갈현리, 두현리, 백령리                                                                           |
| 마전군 하신면(河新面) | 백학면      | 구미리, 노곡리, 두일리, 전동리, 통구리, 학곡리                                                   |
| 연천군 관인면(官仁面) | 관인면      | 냉정리, 부곡리, 사정리, 삼율리, 중리, 초과리, 탄동리                                             |
| 연천군 군내면(郡內面) | 군내면      | 고문리, 동막리, 읍내리, 차탄리, 통현리                                                           |
| 연천군 동면(東面)     | 군내면      | 상리, 옥산리, 와초리, 현가리                                                                     |
| 연천군 북면(北面)     | 중면        |                                                                                                  |
| 연천군 북면(北面)     | 왕징면      | 강내리, 강서리                                                                                   |
| 마전군 북면(北面)     | 왕징면      | 노동리, 동중리, 무등리, 북삼리                                                                   |
| 마전군 강신면(江新面) | 왕징면      | 고왕리, 고잔상리, 고잔하리, 기곡리                                                               |
| 마전군 서면(西面)     | 왕징면      | 작동리                                                                                           |
| 마전군 서면(西面)     | 미산면      | 광동리, 석장리                                                                                   |
| 마전군 동면(東面)     | 미산면      | 백석리, 우정리, 유촌리                                                                           |
| 마전군 군내면(郡內面) | 미산면      | 동이리, 마전리, 아미리                                                                           |
| 마전군 군내면(郡內面) | 적성면      | 삼화리                                                                                           |
| 장단군 고남면(古南面) | 적성면      | 장좌리                                                                                           |
| 적성군 동면(東面)     | 적성면      | 가월리, 객현리, 구읍리, 늘목리, 마지리, 설마리, 두지리, 어유지리, 율포리, 장현리, 적암리, 주월리 |
| 적성군 서면(西面)     | 적성면      | 답곡리, 무건리, 식현리, 자장리, 장파리                                                           |
| 적성군 남면(南面)     | 남면        | 경신리, 구암리, 두곡리, 매곡리, 상수리, 신산리, 신암리, 입암리, 한산리, 황방리                   |
| 양주군 영근면(嶺斤面) | 영근면      | 간파리, 고능리, 신답리, 마포리, 양원리, 은대리, 전곡리                                           |
13면 - 군내면, 군남면, 중면, 관인면, 왕징면, 미산면, 백학면, 적성면, 남면, 북면, 동면, 서남면, 영근면
- 1934년 4월 1일 : 북면과 동면을 통합하여 삭녕면으로 개칭하였다. (12면)
- 1938년 1월 1일 : 군내면(郡內面)을 연천면으로 개칭하였다.[7]
- 1941년 : 영근면(嶺斤面)을 전곡면으로 개칭하였다.
- 1945년 9월 2일 : 미국과 소련이 38선을 경계로 한반도를 분할 점령하였다
- 1945년 10월 3일: 연천군 전지역이 소련군정 관할 아래 들어갔다.
- 1945년 11월 4일 : 연천군의 미군정 관할 지역이 파주군에 편입되었다.[8]

| 군정법률 제22호 시도직제                          |                                               |
| 구 행정구역                                       | 신 행정구역                                   |
| 연천군 적성면 및 전곡면과 백학면의 38선 이남 지역 | 파주군 적성면                                 |
| 연천군 남면                                       | 파주군 남면(→ 1946년 2월 5일 양주군으로 이관) |
- 1946년 9월 5일 : 연천군과 영평군(포천군의 38선 이북 지역)이 강원도에 편입되었고, 그 해 12월 영평군이 폐지되고 청산면·창수면이 연천군에 편입되었다. 이로써 연천군은 연천면, 전곡면, 백학면, 삭녕면, 서남면, 군남면, 미산면, 왕징면, 중면, 관인면, 청산면, 창수면 등 12면으로 개편되었다.
- 1948년 9월 9일 : 조선민주주의인민공화국이 수립되면서 관할 아래 들어갔다.
- 1953년 7월 27일 : 한국 전쟁의 결과, 삭녕면과 서남면의 대부분을 제외한 연천군 전 지역이 수복되었다.
- 1954년 11월 17일 : 연천군이 행정기능을 회복하고, 파주군에 편입되었던 전곡면과 백학면이 환원되었다. 그러나, 적성면과 남면은 환원되지 않았다.[9] (8면)

| 신 행정구역 |
| --- |
| 연천군 연천면, 군남면, 관인면, 미산면(파주군 적성면 삼화리 편입), 전곡면, 왕징면(서남면의 수복지구, 장단군 강상면[10][11] 편입), 중면(삭녕면의 수복지구 편입), 백학면(장단군 대강면, 장도면의 수복지구, 장남면 판부리 편입) |
- 1963년 1월 1일 : 장단군 장남면과 강원도 철원군 신서면이 연천군에 편입되었다.[12] (9면)

| 법률 제1178호                                |                      |
| 구 행정구역                                  | 신 행정구역          |
| 강원도 철원군 신서면(인목면의 수복지구 포함) | 연천군 신서면        |
| 장단군 장남면                                | 연천군 백학면 일부   |
| 파주군 적성면 늘목리                         | 연천군 전곡면 늘목리 |
- 1965년 5월 1일 : 원당리(장남면)에 백학면 원당출장소를 설치하였다.[13]
- 1979년 5월 1일 : 연천면이 연천읍으로 승격하였다.[14] (1읍 8면)
- 1983년 2월 15일 : 관인면이 포천군에, 포천군 청산면이 연천군에 편입되었다.[15]

| 대통령령 제11027호                               |                    |
| 구 행정구역                                      | 신 행정구역        |
| 관인면 일원                                      | 포천군 관인면 일원 |
| 포천군 청산면 초성리·대전리·장탄리·궁평리·백의리 | 연천군 청산면 일원 |
| 포천군 청산면 삼정리·갈월리·금동리·덕둔리        | 포천군 신북면 일부 |
- 1985년 10월 1일 : 전곡면이 전곡읍으로 승격하였다.[16] (2읍 7면)
- 1987년 1월 1일 : 미산면 석장리가 백학면에 편입되었다.[17]
- 1989년 1월 1일 : 포천군 관인면 부곡리를 연천읍에 편입하였다.[18]
- 1989년 4월 1일 : 원당출장소가 장남면으로 승격하였다.[19] (2읍 8면)

## 행정 구역
연천군의 행정 구역은 2읍 8면 96리 616반이다. 연천군의 인구는 2019년 12월 말을 기준으로 4만3824 명, 2만1630 가구이고, 면적은 676.32 km2(경기도 내 5위)로, 서울의 1.1배이다. 1982년에는 인구가 68,144명에 달하였다. 전곡읍(43.7%)·연천읍(18.3%)·청산면(9.1%) 등 경원선이 지나는 동남부 3개 읍·면에 전체 인구의 71.2%가 거주하고 있다.
삭녕면(朔寧面)과 서남면(西南面)은 군사분계선 이북에 있다. 1954년 11월 17일 삭녕면의 수복지구(도연·어적산·적음리)가 중면에, 서남면의 수복지구(고장리)가 왕징면에 각각 편입되었다. 조선민주주의인민공화국은 1952년 12월 위 지역을 모두 강원도 철원군에 편입시켰다가, 1961년 3월 임진강을 경계로 그 서쪽인 서남면 지역을 황해북도 장풍군(경기도 장단군의 후신)에 이관하였다.
| 읍·면  | 한자   | 면적 (km2) | 인구   | 세대   |
| ------ | ------ | ---------- | ------ | ------ |
| 연천읍 | 漣川邑 | 112.38     | 8,036  | 4,010  |
| 전곡읍 | 全谷邑 | 55.2       | 19,181 | 8,488  |
| 군남면 | 郡南面 | 45.63      | 3,328  | 1,750  |
| 청산면 | 靑山面 | 43.72      | 4,012  | 2,320  |
| 백학면 | 百鶴面 | 61.27      | 2,674  | 1,369  |
| 미산면 | 嵋山面 | 40.9       | 1,757  | 959    |
| 왕징면 | 旺澄面 | 85.9       | 1,045  | 567    |
| 신서면 | 新西面 | 131.81     | 2,853  | 1,706  |
| 중면   | 中面   | 95.03      | 202    | 110    |
| 장남면 | 長南面 | 56.17      | 736    | 351    |
| 연천군 | 漣川郡 | 676.32     | 43,824 | 21,630 |

* 인구·세대는 2019년 12월 31일 기준
장남면은 본래 장단군에 속했는데, 1989년 4월 1일 면을 복구하고 면사무소가 설치되었음에도 이북5도위원회에서는 형식적으로 장단군 장남면장을 임명하고 있다. 반면, 연천군 삭녕면과 서남면은 군사분계선 이북 지역이지만 이들 2개 면의 면장은 따로 임명하고 있지 않다.

### 군사분계선 이북의 면
군사분계선 이북의 2개 면이 관할하는 리(里)의 이름은 다음과 같다. 1954년 11월 17일 삭녕면의 수복지구(도연·어적산·적음리)가 중면에, 서남면의 수복지구(고장리)가 왕징면에 각각 편입되었다.
| 면             | 리(里) | 리의 수 | 비고                           |
| -------------- | --- | ------- | ------------------------------ |
| 삭녕면(朔寧面) | 삭녕¹(朔寧), 도연(陶淵), 어적산(漁積山), 적음(笛音), 진곡(辰谷), 적동산(積洞山), 대사(大寺), 여척(餘尺), 고마(古馬), 상마산(上馬山) | 10      | 도연·어적산·적음리 중면에 편입 |
| 서남면(西南面) | 귀존¹(貴存), 고장(古莊), 오탄(伍炭), 가천(佳川), 냉정(冷井), 장학(獐鶴), 솔현(率賢), 석둔(席屯)                                     | 8       | 고장리 왕징면에 편입           |

¹: 옛 면사무소 소재지는 굵게 표기
조선민주주의인민공화국은 1952년 12월 위 지역을 모두 강원도 철원군에 편입시켰다가, 1961년 3월 임진강을 경계로 그 서쪽인 서남면 지역을 황해북도 장풍군(경기도 장단군의 후신)에 이관하였다.

## 인구
연천군의 인구는 2017년 12월 31일 기준으로 45,431명이며, 인구 밀도는 67명/km2이다. 2017년 기준으로 0~14세 인구는 13.5%, 65세 이상 인구는 20%이다. 생산연령층인 15~64세 인구는 60%로 전국평균 70%보다 비율이 낮고, 유소년인구부양비는 19%로 전국 평균인 20%보다 낮고, 노년인구부양비는 30%로 전국 평균인 15%보다 높다. 여자 인구 100명당 남자 인구를 나타내는 성비는 109.93로 남자가 다소 많다. 한편 2015년 기준 상주인구는 42,318명이고 주간인구는 44,315명으로 상주인구지수가 105로 높다. 통근으로 인한 유입인구는 5,668명, 유출인구는 3,205명이고, 통학으로 인한 유입인구는 88명, 유출인구는 268명으로 전체적으로 유입인구가 2,000명으로 조금 더 많다.

연천군의 연도별 인구(내국인) 추이
| 연도   | 총인구   |  |
| ------ | -------- |  |
| 1966년 | 69,859명 |  |
| 1970년 | 60,617명 |  |
| 1975년 | 67,289명 |  |
| 1980년 | 67,037명 |  |
| 1985년 | 64,851명 |  |
| 1990년 | 61,280명 |  |
| 1995년 | 52,060명 |  |
| 2000년 | 48,915명 |  |
| 2005년 | 41,300명 |  |
| 2010년 | 41,295명 |  |
| 2015년 | 43,846명 |  |

## 산업별 종사자 현황
2014년 연천군 산업의 총종사자 수는 13,397명으로 경기도 총종사자 수의 0.3%를 차지하고 있다. 이중 농림어업(1차 산업)은 181명으로 비중이 낮고, 광업 및 제조업(2차 산업)은 2,568명으로 19.2%의 비중으로 차지하고 상업 및 서비스업(3차 산업)은 10,648명으로 79.5%의 비중을 차지한다. 2차 산업은 경기도 전체의 비중(27.1%)보다 낮고 3차 산업은 경기도 전체 비중(72.9%)보다 높다. 3차 산업 부문에서는 숙박 및 음식점업(13.8%), 도소매업(13.7%)과 문화 및 기타서비스업(8.9%), 보건업 및 사회복지 서비스업(8.4%)이 큰 비중을 차지하고 있다.

## 슬로건
- 1기 : 한반도의중심 로하스연천
- 2기 : 통일심장 한국의중심 미라클연천
- 3기 : 좋은사람들의평화도시 HI❤연천

## 문화,안보관광

### 문화 관광
- 문화관광

| 문화관광          | 주소                   |  |
| ----------------- | ---------------------- |  |
| 군자산            | 군남면 삼거리          |  |
| 고대산            | 신서면 대광리          |  |
| 망곡산            | 연천읍 차탄리          |  |
| 열두개울          | 청산면 초성리          |  |
| 역고드름          | 신서면 대광리 산173    |  |
| 임진강유원지      | 군남면                 |  |
| 동막골 유원지     | 연천읍 동내로636-2     |  |
| 재인폭포          | 연천읍 고문리산21      |  |
| 동이리주상절리    | 미산면 동이리67-1      |  |
| 호로고루성지      | 장남면 원당리 1257-1   |  |
| 경순왕릉          | 장남면 고랑포리 산18-2 |  |
| 숭의전            | 미산면 숭의전로 382-27 |  |
| 북삼리 허브빌리지 | 왕징면 북삼로 20       |  |

DMZ안보관광
| 안보관광         | 주소             |  |
| ---------------- | ---------------- |  |
| 태풍전망대       | 중면 횡산리      |  |
| 열쇠전망대       | 신서면 마전리    |  |
| 승전op           | 장남면           |  |
| 1.21침투로       | 장남면 반정리294 |  |
| 상승op           | 백학면           |  |
| 임진강평화습지원 | 중면 횡산리 243  |  |

## 축제 행사
| 축제행사             | 행사장         | 날짜    |
| -------------------- | -------------- | ------- |
| 연천군민의날         | 연천공설운동장 |         |
| 읍,면민의날행사      | 읍,면 행사장   |         |
| 연천전곡리구석기축제 | 선사유적지     | 5월     |
| 농특산물큰장터       | 선사유적지     | 10월    |
| 연천군고려인삼축제   | 선사유적지     | 10월    |
| 구석기겨울여행       | 선사유적지     | 1월~2월 |

## 재래시장
| 시장         | 날짜         | 장소         |
| ------------ | ------------ | ------------ |
| 전곡재래시장 | 전곡읍전곡리 | 전곡시내     |
| 전곡5일장    | 4일,9일      | 전곡시내     |
| 연천5일장    | 2일.7일      | 연천시내     |
| 백학5일장    | 3일,8일      | 백학시내     |
| 대광리       | 1일,6일      | 대광리농협앞 |

## 교육기관

### 초등학교
| 학교명       | 주소                    | 학급수 |
| ------------ | ----------------------- | ------ |
| 상리초등학교 | 연천읍 상리로 70        |        |
| 연천초등학교 | 연천읍 연천로 228       |        |
| 군남초등학교 | 군남면 진상17길46       |        |
| 화진초등학교 | 군남면 청정로2289       |        |
| 왕산초등학교 | 미산면 왕산로 15        |        |
| 백학초등학교 | 백학면 백학로40번길23   |        |
| 노곡초등학교 | 백학면 진목로26         |        |
| 전곡초등학교 | 전곡읍 선사로433        |        |
| 은대초등학교 | 전곡읍 은대로210        |        |
| 초성초등학교 | 청산면 학담로104        |        |
| 궁평초등학교 | 청산면 궁평로45번길52   |        |
| 백의초등학교 | 청산면 청창로726번길 38 |        |
| 대광초등학교 | 신서면 연신로1127-1     |        |

### 중학교
| 학교명     | 주소                    | 학급수 |
| ---------- | ----------------------- | ------ |
| 대광중학교 | 신서면 구시울길 23      |        |
| 연천중학교 | 연천읍 연천로336번길 13 |        |
| 군남중학교 | 군남면 진상17길 46      |        |
| 전곡중학교 | 전곡읍 전은길 21        |        |
| 백학중학교 | 백학면 두일로 79        |        |
| 청산중학교 | 청산면 아우라지길 13-32 |        |

### 고등학교
| 학교명             | 주소                         |  |
| ------------------ | ---------------------------- |  |
| 연천고등학교       | 연천읍 연천로336번길 13      |  |
| 전곡고등학교       | 전곡읍 전은길9-89            |  |
| 화요일아침예술학교 | 전곡읍 양원로 268번길106-125 |  |

## 의료기관
- 연천군보건의료원
- 의정의료재단효사랑병원

## 관공서
- 의정부지방법원 연천군법원
- 의정부지방법원 연천군등기소
- 연천우체국
- 연천소방서
- 연천경찰서
- 한국전력공사 연천지사
- 한국수자원공사 연천포천권지사
- 케이티 전곡지사
- 한국농어촌공사 연천포천지사
- LX한국국토정보공사 연천지사
- NH농협은행 연천군지부
- 국민은행 전곡지점
- 새마을금고 전곡지점

## 유관기관, 산하기관
- 연천군의회
- 연천군시설관리공단
- 경기도연천교육지원청
- 연천소방서
- 연천경찰서
- 연천우체국

## 문화센터
- 연천군통일평생교육원
- 연천군주민자치센터
- 연천군노인복지관
- 연천서부권노인복지관
- 연천군종합복지관
- 연천군청소년수련관
- 연천문화원

## 교통

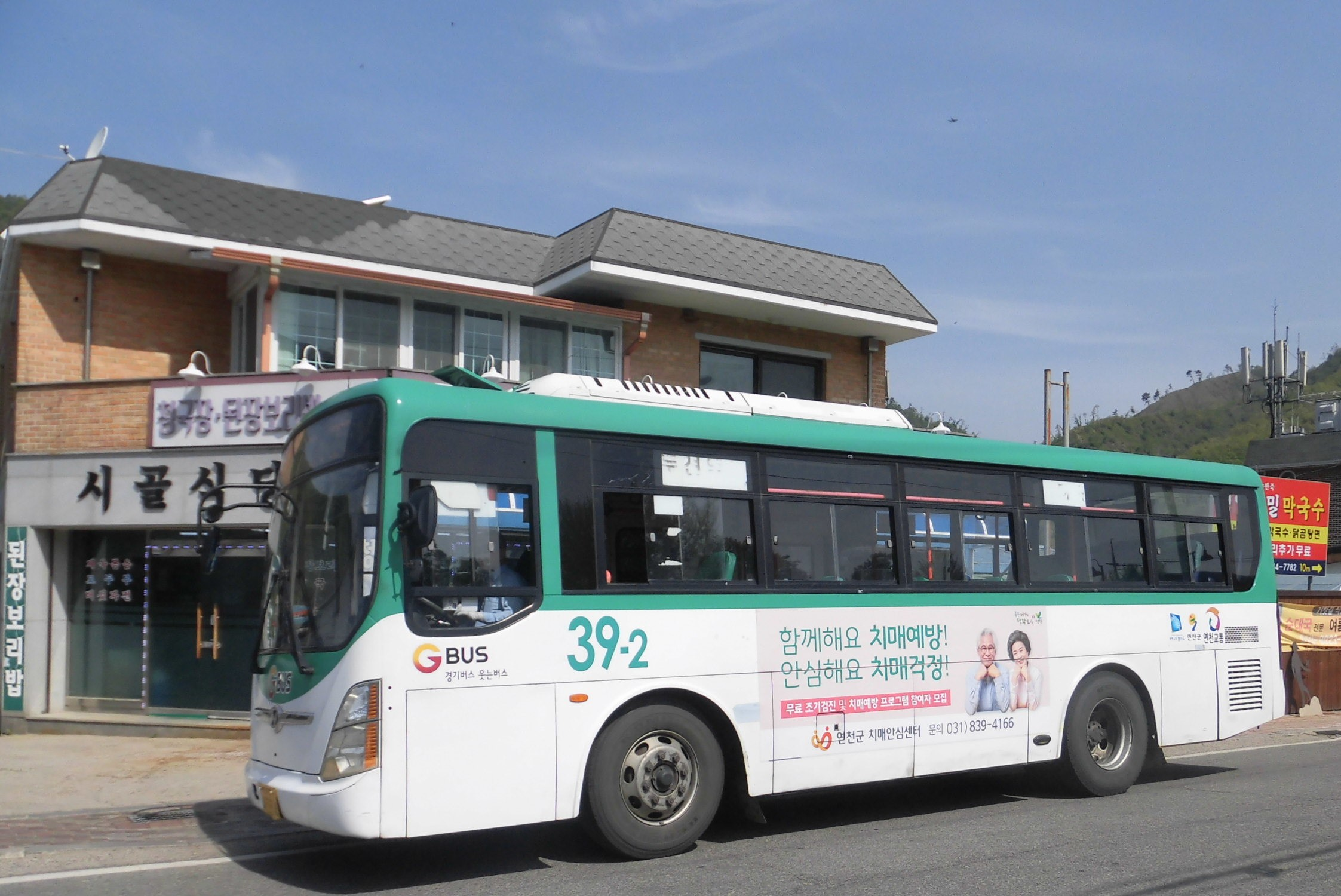
연천교통에서 운행하고 있는 연천 39-2번 버스

### 도로
- 국도 : 국도 제3호선과 국도 제37호선이 통과하며, 두 노선은 전곡읍에서 만난다.
- 국가지원지방도 : 국가지원지방도 제78호선
- 지방도 : 지방도 제368호선, 지방도 제371호선, 지방도 제372호선, 지방도 제375호선, 지방도 제376호선

### 철도
남북으로 경원선 철도가 관통하여 북쪽으로는 강원특별자치도 철원군, 남쪽으로는 경기도 동두천시와 통한다. 2023년 12월 16일에 수도권 전철 1호선이 연천역까지 개통했으며, 현재 운행 중이다. 현재 경원선 통근열차는 운행하지 않고 있다. 기존의 간이역 청산역은 이전되고 한탄강역은 폐역이 된다.
- 한국철도공사
  - 경원선 (청산역부터 연천역까지는 ● 수도권 전철 1호선 운행)
(동두천시) ← 청산역 - 전곡역 - 연천역 - 신망리역 - 대광리역 - 신탄리역 → (강원특별자치도 철원군)

### 버스
- 농어촌버스 : 연천군의 농어촌버스
- 시외.시내버스 : 전곡시외버스터미널, 연천공영버스터미널

## 스포츠

### 사이클
직장경기부

## 사건
- 연천 530GP 사건

## 자매도시
| 지역 & 국가 | 도시           | 도시             | 도시             |
| ----------- | -------------- | ---------------- | ---------------- |
| 대한민국    | 경기도         | 안양시           | 안양시           |
| 대한민국    | 서울특별시     | 동대문구         | 동대문구         |
| 독일        |                | 바이에른주       | 호프군           |
| 독일        |                | 바이에른주       | 호프군           |
| 미국        | 캘리포니아주   | 팜데일시         | 팜데일시         |
| 일본        | 니가타현       | 시바타시         | 시바타시         |
| 중국        | 산둥성(山东省) | 쩌우청시(邹城市) | 쩌우청시(邹城市) |
| 필리핀      |                | 이무스시         | 이무스시         |

## 같이 보기
- 파주시